# گروس انتسرسدورف
گروس انتسرسدورف (به آلمانی: Groß-Enzersdorf) یک شهر در اتریش است که در ناحیه گنزرندورف واقع شده‌است. گروس انتسرسدورف ۸٬۱۲۸ نفر جمعیت دارد.